# Alles Wissen

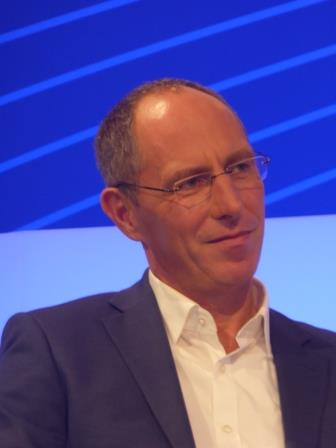
Moderator Thomas Ranft

alles wissen war ein deutsches Wissensmagazin, das von 2006 bis 2025 vom Hessischen Rundfunk produziert wurde. Moderator der Sendung war Thomas Ranft. Die wöchentlich ausgestrahlte Sendung widmete sich mit Reportagebeiträgen jeweils einem Oberthema. Das Oberthema der ersten Sendung hieß Wasser. Unregelmäßig wurden zudem Spezialsendungen unter dem Titel alles wissen – spezial ausgestrahlt, so zum Senckenberg-Jahr am 28. Februar 2007.
Das Magazin verfolgte nach eigenen Angaben das Ziel, Wissenschaft und Forschung einem breiten Publikum näherzubringen und Interesse für naturwissenschaftliche Themen zu wecken.
Neben den Ausstrahlungen im HR-Fernsehen wurde die dreiviertelstündige Sendung auch regelmäßig im Programm von ARD alpha und im SR Fernsehen gezeigt.
Im Februar 2025 wurde die Einstellung der Sendung zugunsten des bekannteren WDR-Formats Quarks bekannt. Dieses wird zukünftig eine in Köln produzierte Gemeinschaftsproduktion der beiden Sender sein, Ranft wird dem Moderationsteam angehören.